# Ахерон (мифология)

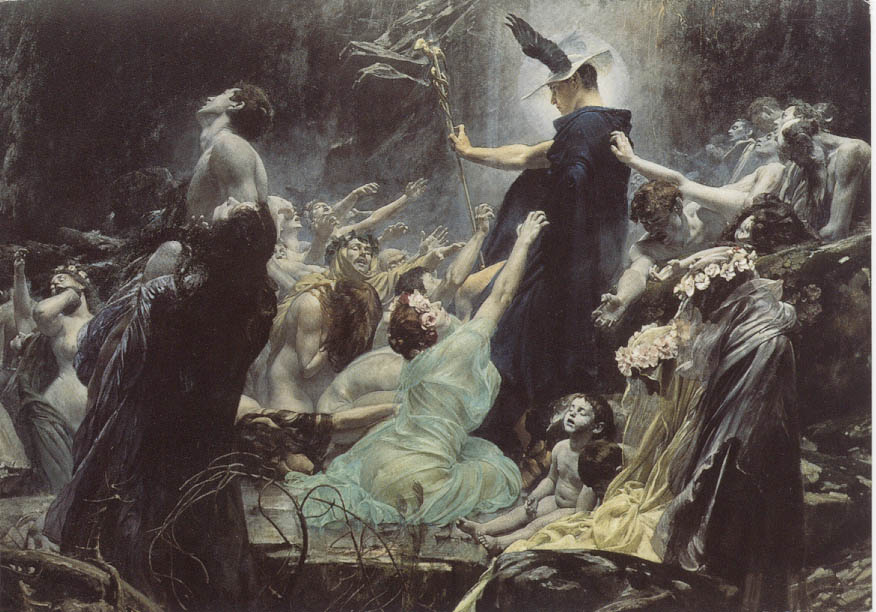
Адольф Хиреми-Хиршль «Души на берегу Ахерона» (1898)

Ахеро́н (др.-греч. Ἀχέρων, новогреч. Αχέρων) — одна из пяти рек, протекающих в подземном царстве Аида (другие четыре: Лета, Стикс, Коцит и Флегетон).

## Этимология
Происхождение древнегреческого термина Ἀχέρων (МФА: /a.kʰé.rɔːn/) точно неизвестно. Связь с прабалтославянским *éźera («озеро») спорна. Народная этимология утверждает, что термин происходит от ὁ ἄχεα ῥέων («поток печали») или «печаль».

## Античность

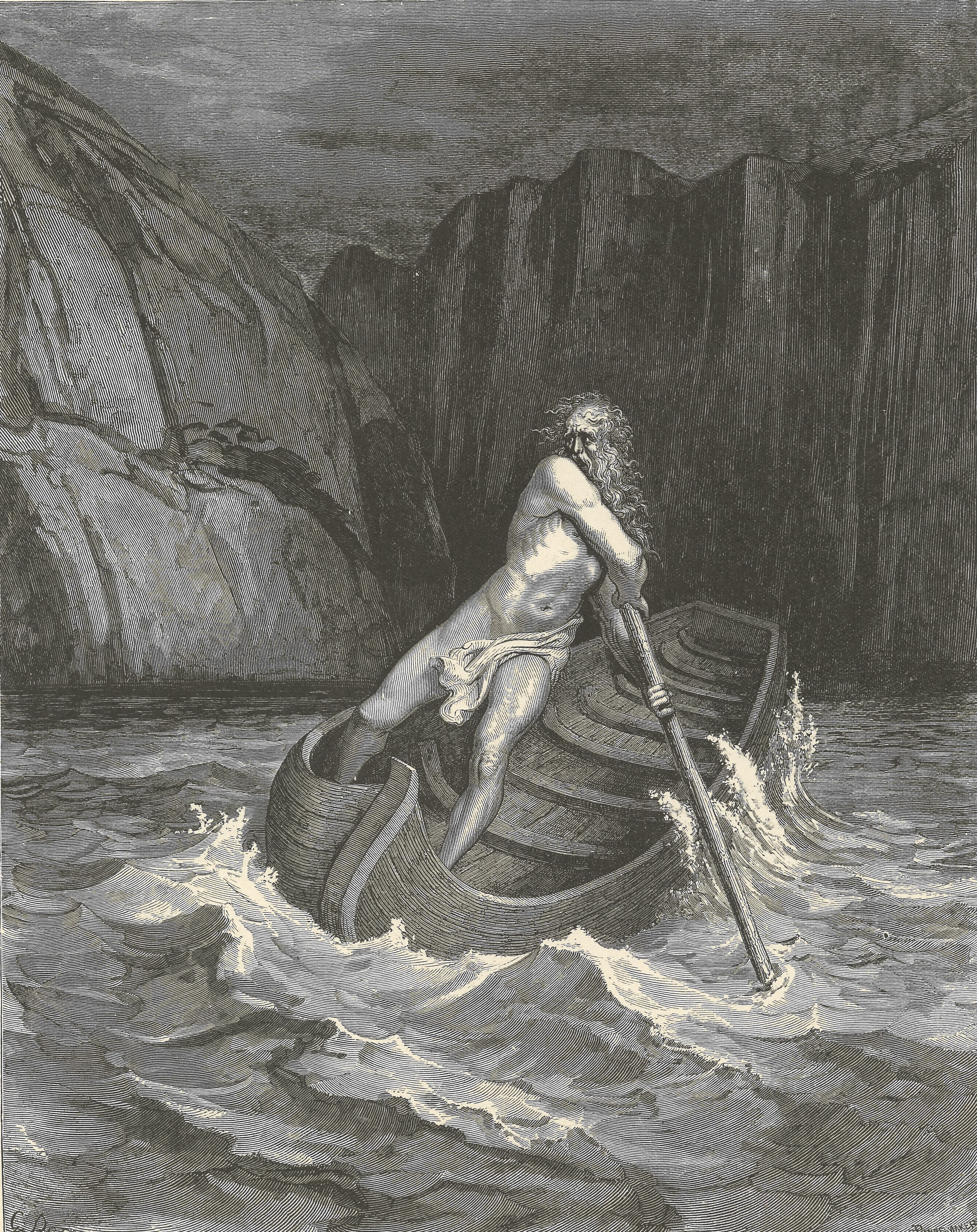
Согласно древнегреческой мифологии, Харон переправляет души через Ахерон в Ад. Данное изображение — оригинальная гравюра 1880 года из «Божественной комедии», сделанная Гюставом Доре.

В десятой песне «Одиссеи» это одна из рек в подземном царстве; через неё Харон перевозил в челноке прибывшие тени умерших (по другой версии он перевозил их через Стикс). У её ворот Геракл нашёл Цербера. Из четырёх рек Ахерон соответствует воздуху и югу. Считалось, что в Ахерон впадают две реки подземного царства — Пирифлегетон (Флегетон) и Кокит / Кокитос (Коцит). Ахерон упоминается в «Энеиде» Вергилия, в «Фарсалии» Лукана и в «Метаморфозах» Овидия. Данте запечатлел его в стихе «Su la trista riviera d’Acheronte» («На берегу печального Ахерона»).
Дикий и пугающий вид реки Ахерон в Теспротии, текущей между отвесными скалами и иногда теряющейся под землей, а также глубина и испарения Ахерузийского озера стали причиной как народного верования греков, что здесь находится вход в преисподнюю, так и того, что вблизи озера с древних времён находился оракул. Также и в некоторых других странах этим именем назывались озёра, вид которых порождал подобные представления, а именно в Аркадии и Кампании.
Также Ахерон — речной бог, отец Аскалафа.
У этрусков были «книги судьбы», наставления в науке гадания, и «книги Ахерона», наставления душе после смерти тела.

## Средние века
Со временем Ахерон стал наименованием ада, а сами слова «Ахерон» и «ахерузийский» употребляться для обозначения глубины и ужасов преисподней. Это понимание вошло в культуру средневековья. Так по одной из легенд древнеирландского фольклора, в ирландском городе Корке жил некий дворянин, по имени Тундал. Он был человеком благовоспитанным и храбрым, однако не вполне безупречных правил. Однажды в доме у своей подруги он занемог, три дня и три ночи его считали мертвым, лишь в области сердца ощущалось немного тепла. Когда он пришёл в себя, то поведал, что его ангел-хранитель показал ему подземное царство. Из многих увиденных им чудес было чудовище Ахерон.

Ахерон выше любой горы. Глаза его пылают огнём, а рот так огромен, что в нём уместились бы девять тысяч человек. Двое человек, обреченных проклятью, поддерживают, подобно столпам или атлантам, его рот раскрытым; один стоит на ногах, другой — на голове. В нутро его ведут три глотки — все три изрыгают неугасимый огонь. Из утробы чудовища исходят немолчные вопли бесчисленных проглоченных им проклятых душ.— 
Демоны сообщили Тундалу, что это чудовище зовется Ахерон. Ангел-хранитель покидает Тундала, и его уносит в утробу Ахерона поток других душ. Там вокруг него слезы, мрак, скрежет зубовный, огонь, жар нестерпимый, ледяной холод, псы, медведи, львы и змеи. В этой легенде ад есть некий зверь, вмещающий в себя других зверей. Первоначальный вариант этой истории, написанный на гэльском языке, ныне утерян, но некий монах-бенедиктинец из Регенсбурга (Ратисбоны) перевел её на латинский, и благодаря этому легенда была переложена на многие языки, в том числе на шведский и испанский. Сохранилось более полусотни рукописей латинской версии, которые в основном совпадают. Она озаглавлена «Visio Tundali» («Видение Тундала») и считается одним из источников Дантовой поэмы.
В 1758 году Эммануил Сведенборг писал: «Мне не было дано увидеть общие очертания Ада, но было сказано, что, подобно тому как Рай имеет форму человека. Ад имеет форму Дьявола».

## «Божественная комедия»
Согласно «Божественной комедии» Данте река Ахерон опоясывает первый круг Ада и, следовательно, все остальные; вытекающие из неё ручьи к пятому кругу становятся багрово-чёрными и впадают в болото Стикса (Стигийское болото), в котором казнятся гневные и которое омывает стены города Дита, окаймляющие пропасть нижнего Ада. Ещё ниже он становится Флегетоном (др.-греч. φλεγέθων — «жгучий»), кольцеобразной рекой кипящей крови, в которую погружены насильники против ближнего. Пото́м, в виде кровавого ручья, продолжающего называться Флегетоном, он пересекает лес самоубийц и пустыню, где падает огненный дождь. Отсюда шумным водопадом он свергается вглубь, чтобы в центре земли превратиться в ледяное озеро Коцит (латинизированная форма др.-греч. κωκυτός — «плач»).